# Dajus mysidis
Dajus mysidis är en kräftdjursart som beskrevs av Henrik Nikolai Krøyer 1846. Dajus mysidis ingår i släktet Dajus och familjen Dajidae. Inga underarter finns listade i Catalogue of Life.